# ホンダ・CL400
CL400（シーエルよんひゃく）はかつて本田技研工業が製造販売したオートバイである。

## 車両解説
型式名NC38。1997年に開催された第32回東京モーターショーに参考出品。1998年9月22日発表、同月23日発売。車名のCLは同社が1960年代から1970年代にかけて製造販売していたスクランブラータイプのシリーズ商標で、折からのレトロブームを受けてベンリィCL50と同様に復刻されたが、本モデルは『市街地から郊外のワインディング走行まで軽快に楽しめ、しかもシンプルで都会的な中にも普遍的で味わい深いフォルム』というコンセプトを打ち出したため外観デザインは踏襲されたものの走行シーンとしてはオフロードを想定しておらず、レトロな雰囲気を味わうオンロードモデルとして提案された。
車体はフレームにセミダブルクレードル型を採用し、サスペンションは前輪をテレスコピック、後輪をスイングアーム。タイヤサイズは前輪が90/100-19、後輪が110/90-18とされ、ホイールはスポークタイプ。ブレーキは前が油圧式シングルディスクブレーキ、後輪は機械式リーディングトレーディングである。
搭載されるNC38E型エンジンは、同社の400㏄クラス日本国内専売モデルとしては1985年に発売されたGB400TT以来となる4ストローク単気筒エンジンで、動弁機構は4バルブSOHCを採用。内径x行程=85.0x70.0（mm）・排気量397㏄・圧縮比8.8から最高出力29ps/7,000rpm・最大トルク3.5kg-m/5,500rpmのスペックをマーク。燃料供給はVEBAキャブレターとし、エンジンオイル潤滑方式はドライサンプを採用。始動はセルスターターを搭載せずにオートデコンプ機能付きキックスターターのみ、マニュアルトランスミッションは5速、マフラーは左右2本出しのセンターアップタイプとされた。
2001年にエンジンをはじめとする基本コンポーネンツを共用する姉妹車CB400SSが発売されたが、本モデルは大きな変更はなく2002年までに生産中止となった。